# 4-я дивизия польских стрелков
4-я дивизия польских стрелков (пол. 4. Dywizja Strzelców Polskich)  — польская пехотная дивизия, составлявшая вместе с 5-й дивизией польских стрелков Голубой армии единственное соединение польских вооруженных сил, принимавшую участие в Гражданской войне в России. С осени 1918 по август 1919 она действовала под командованием генерала Люциана Желиговского  на стороне Белого движения на юге России и в Бессарабии.

## История
Дивизия ведет своё происхождение от 2-го польского корпуса в России. Корпус был сформирован из различных польских частей, но прежде всего из 2-й бригады Польских легионов, которая не приняла Брест-Литовского мира и решила присоединиться к вновь формируемой польской армии и помочь защитить территории, населённые поляками в Восточной Польше. 5-я польская стрелковая дивизия действовала в северных регионах бывшей Российской империи, а  4-я — в южных.
Постоянно меняющиеся и хаотичные события Гражданской войны в сочетании со слабой цепочкой командования возрожденной Польской армии означали, что местные командиры имели большую автономию; таким образом, 2-й польский корпус счел наиболее полезным объединиться с силами Белого движения, хотя Юзеф Пилсудский отказался поддерживать белых какими-либо другими частями. Это означало, что солдаты 2-го корпуса сражались с Красной Армией ещё до начала польско-советской войны в 1919 году.
После битвы под Каневом 11 мая 1918 года, в которой силы 2-й бригады прорвали фронт и создали 2-й корпус, польское командование вступило в союз с Добровольческой армией, действовавшей на Северном Кавказе и Кубани. К сентябрю 1918 года польские войска в этом регионе, получившие название «Польский отряд Добровольческой армии», насчитывали более 700 человек под командованием полковника Францишека Зелинского и участвовали в нескольких боях с большевиками.
В октябре 1918 года командование польскими войсками на востоке принял генерал Люциан Желиговский. В это же время командование белыми войсками в регионе принял генерал Антон Иванович Деникин. Местные польские войска были реорганизованы в 4-ю польскую стрелковую дивизию, подчиненную 2-му корпусу Голубой армии генерала Юзефа Галлера. К концу января 1919 года дивизия насчитывала более 2800 человек, в том числе из расформированного 1-го польского корпуса в России.
Пилсудский приказал польским частям на востоке двигаться к Польше. Деникин, получивший этот приказ через французского генерала Фердинанда Фоша, приказал Желиговскому перебраться в Одессу. Желиговский реорганизовал и усилил части в этом районе, и в декабре 1918 года оказался перед украинскими войсками Симона Петлюры. Подкреплённый французскими и греческими войсками, он помог обезопасить Одессу в рамках интервенции союзников на юге России и принял участие в боях под Тирасполем. В марте 1919 года отряд Желиговского насчитывал около 3000 человек, включая значительные кавалерийские силы.
К концу марта 1918 года дивизия и союзные войска вели бои не с Петлюрой, а с большевиками.  Вплоть до мая дивизия успешно прикрывала отступление союзных войск из Одессы в сторону Бессарабии. Ближе к концу мая дивизия была переброшена в Польшу. Это было единственное крупное польское воинское соединение, принявшее участие в Гражданской войне в России и сумевшее вернуться в Польшу в качестве действующей части.
Затем дивизия приняла участие в боях на последнем этапе польско-украинской войны в районе Черновцов и Станиславова. Противником на этот раз был не  Петлюра, который стал союзником Польши, а Западно-Украинская народная республика. С 11 по 13 июля дивизия провела свой первый  бой возле города Язловец со значительным польским населением.
19 июля 1919 года дивизия была преобразована в 10-ю польскую пехотную дивизию и приняла участие в  Советско-польской войне.